# لافينتي شولتز
لافينتي شولتز (بالمجرية: Schultz Levente)‏ هو لاعب كرة قدم مجري في مركز الوسط، ولد في 22 مارس 1977 في سيجد في المجر. شارك مع منتخب المجر تحت 17 سنة لكرة القدم ومنتخب المجر تحت 21 سنة لكرة القدم. أما مع النوادي، فقد لعب مع زالايغيرزيغي تورنا إغيليت ونادي بكسكابا 1912 إلوره ونادي بودابست هونفيد ونادي فاساس ونادي فيرينتسفاروشي.

## وصلات خارجية
- لافينتي شولتز على موقع قاعدة بيانات كرة القدم.إي يو (الإنجليزية)
- لافينتي شولتز على موقع عالم كرة القدم.نت (الإنجليزية)